# Élection du président du Parti travailliste écossais en 2017
L'élection du président du Parti travailliste écossais en 2017 a eu lieu en 2017 pour élire le nouveau président du Parti travailliste écossais à la suite de la démission Kezia Dugdale. Richard Leonard est élu président du parti.

## Présidence

### Candidats
| Nom | Nom             | Mandat(s) |
| --- | --------------- | --- |
|     | Richard Leonard | Député pour la région Central Scotland (depuis 2016) |
|     | Anas Sarwar     | Député pour la région de Glasgow (depuis 2016) Président du parti par intérim (2014) Vice-présidente du parti (2011-2014) Député pour Glasgow Central (2010-2015) |

### Résultats
|  | Richard Leonard | 9 150 | 51,8 % | 38 | 48,1 % | 3 281 | 77,3 % | 12 469 | 56,7 % |
|  | Anas Sarwar     | 8 514 | 48,2 % | 41 | 51,9 % | 961   | 22,7 % | 9 516  | 43,3 % |